# Hohen Sprenz
Hohen Sprenz là một đô thị thuộc huyện Rostock (trước thuộc huyện huyện Güstrow), bang Mecklenburg-Vorpommern, Đức. Đô thị này có diện tích 22,43 km², dân số thời điểm ngày 31 tháng 12 năm 2006 là 508 người.